# Fritz Schälike

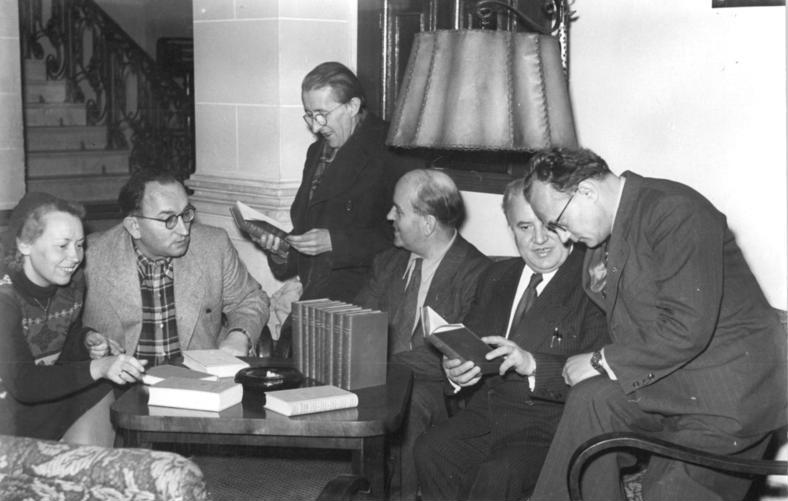
Fritz Schälike (rechts), 1951 im Kulturbundhaus in Berlin

Fritz Schälike (* 19. Oktober 1899 in Berlin; † 30. Januar 1963 in Ost-Berlin) war ein deutscher Verleger.

## Leben
Schälike entstammt einer Berliner Arbeiterfamilie: Sein Vater war Rohrleger, seine Mutter Arbeiterin. Von 1905 bis 1913 besuchte er die Volksschule und anschließend eine Fortbildungsschule. Er absolvierte eine kaufmännische Ausbildung und wurde 1918 zum Kriegsdienst bei einer Luftschiffseinheit rekrutiert. 1919 erhielt er eine Anstellung als Buchhalter bei einer Kredit-Anstalt. In diesem Jahr wurde er auch Mitglied der Freien Sozialistischen Jugend.
1920 trat er der KPD bei und übernahm von 1921 bis 1930 die Leitung des Verlags der Kommunistischen Jugendinternationale (KJI) in Berlin, weshalb er 1927 wegen „literarischen Hochverrats“ vom Reichsgericht mit Festungshaft bestraft wurde. 1931 schied er aus dem Mitarbeiterstab der KJI aus und wurde für die Kommunistische Internationale (KI) in Moskau tätig in der Abteilung Redisdat. Gleichzeitig war er Vertriebsleiter der deutschsprachigen Abteilung der Verlagsgenossenschaft ausländischer Arbeiter in der UdSSR. 1934 und 1935 besuchte er Abendkurse an der Kommunistischen Universität der nationalen Minderheiten des Westens.

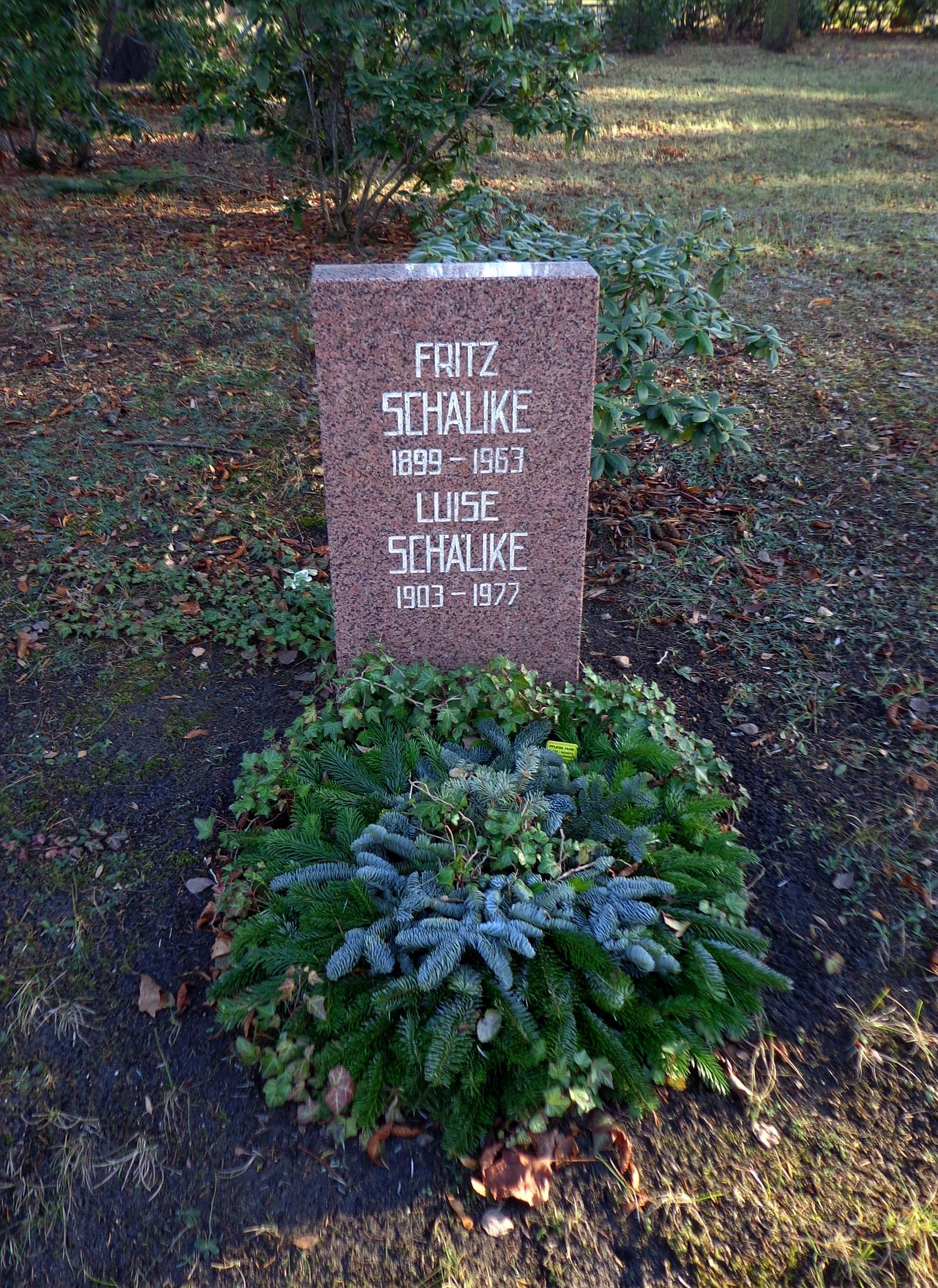
Grabstätte

1938 protestierte er zusammen mit seiner Ehefrau Luise Schälike gegen die Verhaftung des späteren stellvertretenden Kulturministers der DDR Erich Wendt und wurde deshalb aus seinen Funktionen entlassen. 1941 übernahm er die Leitung des deutschsprachigen Jugendsenders Sturmadler in Moskau, eines Programms des Deutschen Volkssenders des NKFD. 1942 und 1943 wurde er wieder als Angestellter der KI aktiviert. Von 1943 bis 1945 arbeitete er neben seiner Tätigkeit beim Deutschen Volkssender am Institut 205 beim ZK der KPdSU.
Im Mai 1945 wurde er mit der KPD-Initiativgruppe um Anton Ackermann zur Parteiarbeit nach Deutschland delegiert, wo er in Dresden die Herausgabe der Sächsischen Volkszeitung übernahm. 1946 wurde er Leiter des Verlags Neuer Weg Berlin, der im selben Jahr mit dem Vorwärts-Verlag zum Verlag J.H.W. Dietz Nachf. GmbH zusammengeschlossen wurde. Schälike leitete diesen, 1947 zum Dietz-Verlag umfirmierten und als Parteiverlag der SED fungierenden Verlag bis 1962. In dieser Eigenschaft wurde er 1947 Mitglied im Verlegerausschuss und 1958 Mitglied im Hauptausschuss des Börsenvereins. Unter Schälikes Leitung erschienen im Dietz-Verlag unter anderem Werkausgaben von Stalin (ab 1950; 1955 abgebrochen), Lenin (ab 1955) und die Marx-Engels-Werke (ab 1956) in hohen Auflagen. Von 1954 bis 1958 war er Kandidat der Zentralen Revisionskommission der SED. Ab 1962 bezog er eine Invalidenrente. Seine Urne wurde in der Grabanlage „Pergolenweg“ des Zentralfriedhofs Friedrichsfelde in Berlin-Lichtenberg beigesetzt. 
Schälike hatte drei Kinder. Seine Tochter Waltraut Schälike war eine Historikerin und Marx-Forscherin.

## Auszeichnungen
- 1952 Held der Arbeit
- 1955 Vaterländischer Verdienstorden in Silber[2]
- 1960 Banner der Arbeit
- 1961 Artur-Becker-Medaille